# Герб Коростенського району
Герб Ко́ростенського райо́ну — офіційний символ Коростенського району Житомирської області, затверджений рішенням Коростенської районної ради.
Автор — А. Ґречило.

## Опис герба
Гербовий щит заокруглений. На синьому полі — срібний хрест. У першому полі дві срібні шаблі із золотими руків'ями в косий хрест, поверх них булава в стовп; у другому — золотий сніп пшениці; у третьому — срібна сосна з золотою хвоєю; у четвертому — три золотих квадрати (два і один).
Щит облямований вінком із зелених гілок дуба, золотих пшеничних колосків, синьої квітки льону, перевитих синьою стрічкою, і увінчаний золотою районною короною.

## Значення символіки
Шаблі підкреслюють давні козацькі традиції, а також вказують, що Коростенщина є батьківщиною гетьмана Виговського. Сніп означає розвинуте сільське господарство, сосна — багатство району на ліси, а камені — щедрі поклади природних копалин.